# حاجي خليل (أديامان)
حاجي خليل (بالتركية: Hacıhalil)‏ هي قرية تتبع إداريّاً لمديرية أديامان في محافظة أديامان التركية الواقعة في جنوب شرق الأناضول. وبلغ عدد سكانها 241 نسمة في عام 2021.